# Pomona

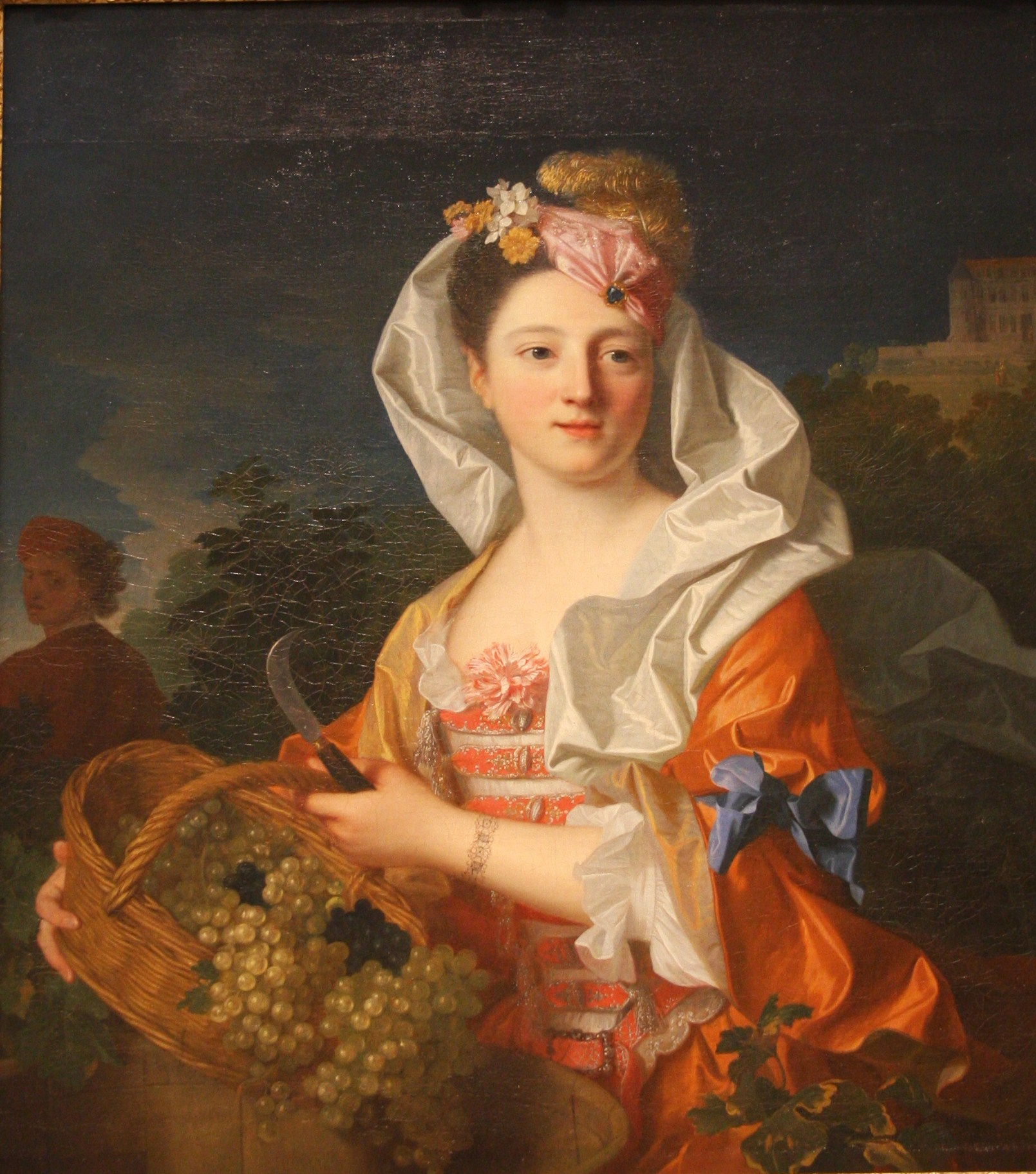
Pomona, Jean Ranc, Museo Nacional de Estocolmo.

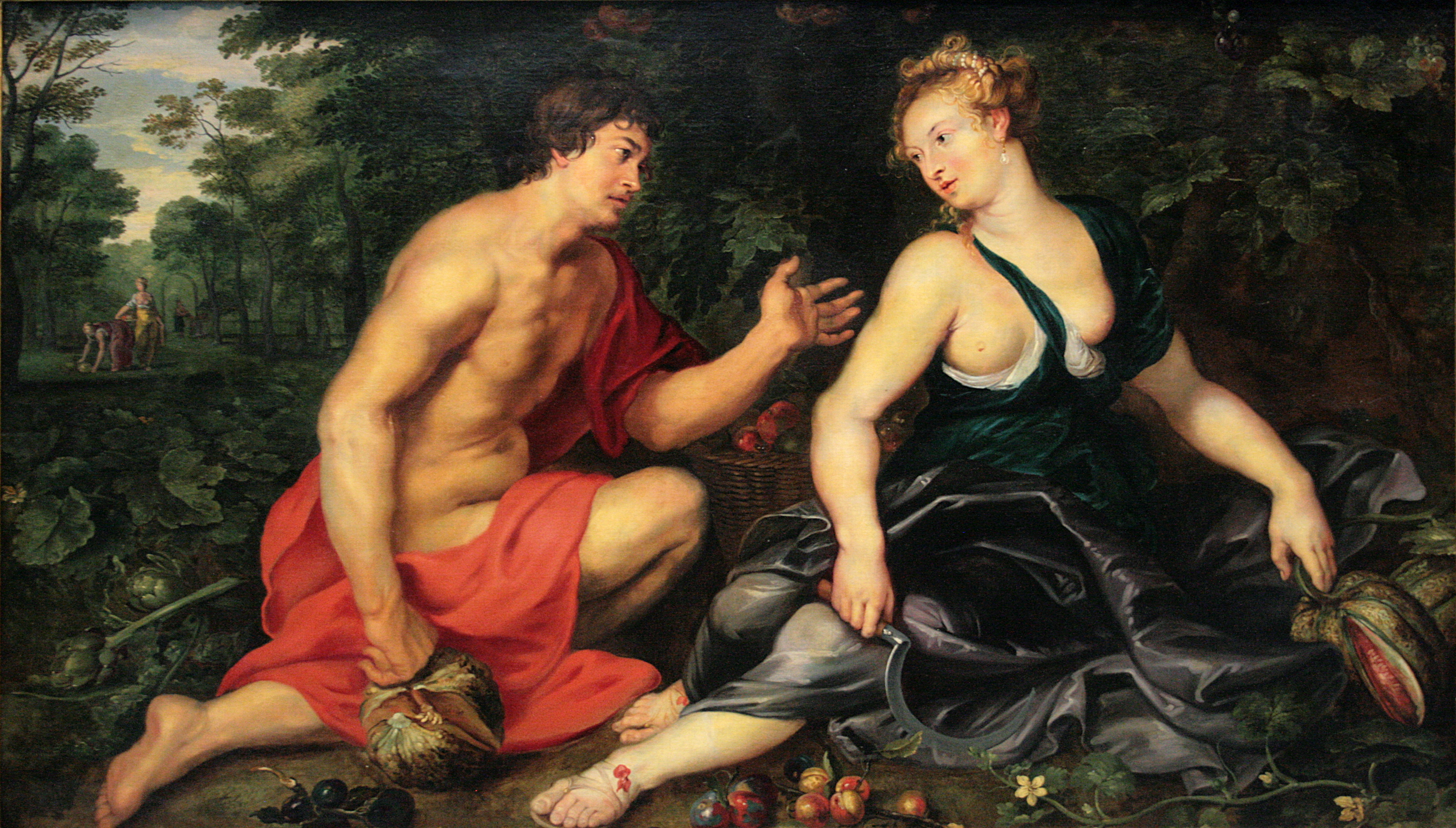
Vertumno y Pomona por Peter Paul Rubens, 1617-1619, Colección privada de Madrid.

Pomona era, en la mitología romana, la diosa de la fruta, y por extensión de los árboles frutales, los jardines y las huertas. Era una diosa únicamente romana, y se asocia generalmente con la abundancia, particularmente con la floración de los árboles —en oposición a la cosecha— y además de las frutas; también lo era del olivo y de la vid. El cuchillo de podar, o la hoz, fueron sus atributos. Detestaba la naturaleza salvaje y prefería los jardines cuidados: ninguna deidad conocía como ella el arte de su cultivo y el de los árboles frutales. Pomona no sentía ninguna atracción por los hombres, a pesar de ser requerida por todos los dioses campestres.
El nombre de la diosa deriva claramente de pomum, 'fruta' (y es llamada por ello Patrona pomorum, 'señora de los frutos'). Ovidio la describe con una hoz en la mano derecha (y a veces con un jabalina como en el caso de otras divinidades). También dice de ella que era hamadríade más hábil en el estudio de los árboles y el uso de los huertos.
Le fue dedicado un bosque sagrado llamado Pomonal, situado al sur de la XII piedra millar de la Vía Ostiense, muy cerca del actual Castel Porziano. El culto de la diosa estaba a cargo de un flamine menor, el flamen pomonalis, que en el orden sacerdotal era el menos importante de todos. No tenía ninguna festividad, pero según el poeta Ausonio, Pomona tenía en tutela el mes de septiembre porque en él madura la fruta.

## El mito de Pomona

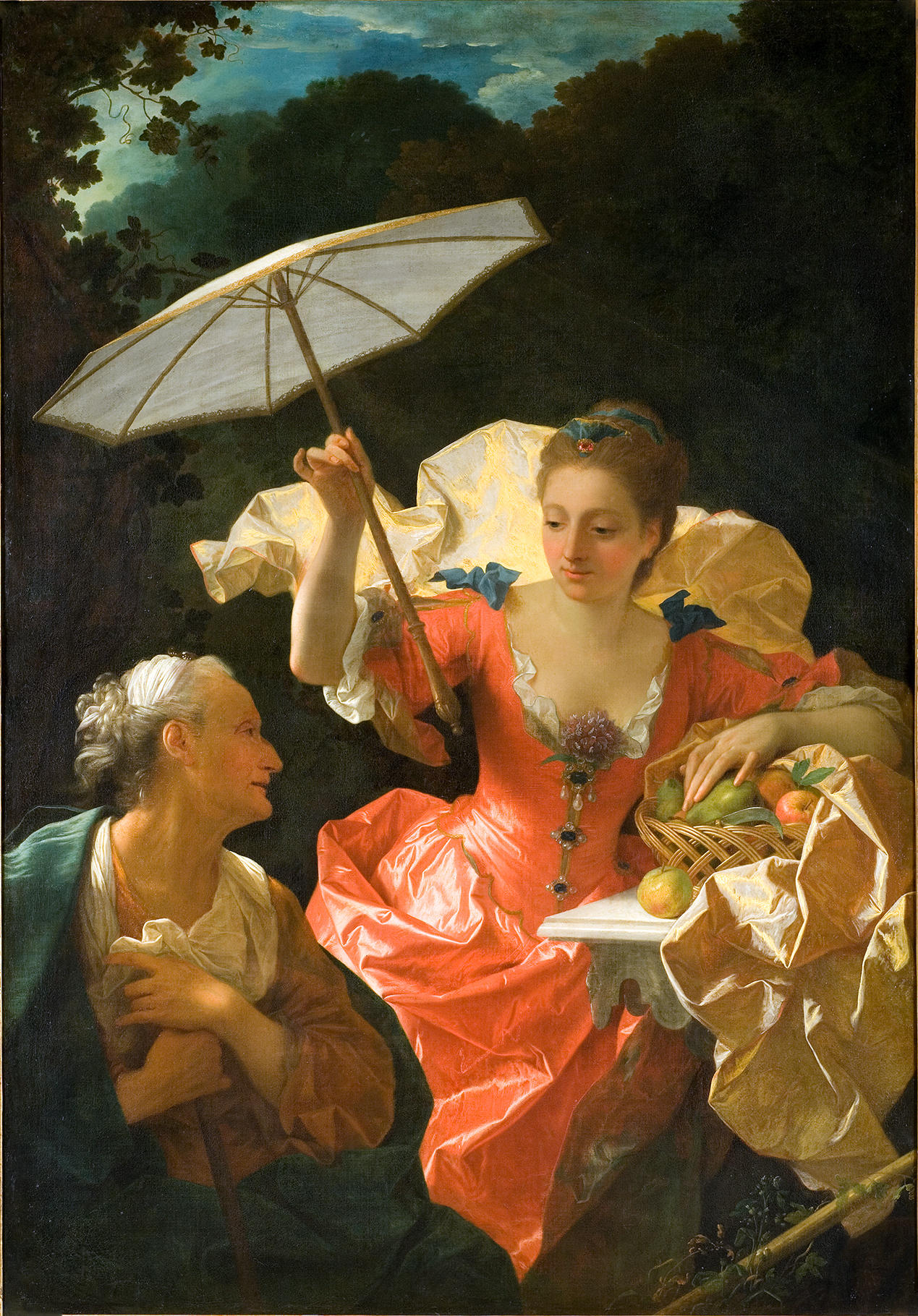
Vertumno y Pomona, óleo de Jean Ranc (c. 1710-1722)

Según Ovidio, Pomona habría sido asediada por varias divinidades de la selva, entre ellas, los Sátiros, pero solo el dios Vertumno la habría amado de veras, la habría cortejado largamente y al final se habría unido a ella. Según el historiador británico Herbert Jennings Rose, esta historia sería solamente una invención pura y simple de Ovidio o de cualquier otro escritor relativamente tardío.
Pomona, aislada del mundo, solo consentía que algunas personas pudieran acercársele. Al principio, rechazó incluso recibir a Vertumno, divinidad de las estaciones y de los árboles frutales, perdidamente enamorado de ella, pero acaba por ceder a sus pretensiones. Este se valió de un ardid para acercarse y hablarle: disfrazado como una vieja mujer, fue a felicitarla por las frutas de sus árboles y la abrazó de buen corazón. Entonces, le mostró un olmo enlazado por una vid y comenzó a defender la causa del amor. Luego, le contó la historia de amor de Anaxárete:

Anaxárete era una muchacha chipriota de la sangre real de Teucro Telamónida que fue amada en demasía por el joven humilde Ifis; tanto así que éste acabó ahorcándose a la puerta de su casa por el dolor que sentía del rechazo de la princesa. Antes de exhalar su último aliento pidió venganza a los dioses y una fama inmensa. Afrodita, para complacerlo, transformó a Anaxárate en una estatua de piedra mientras estaba observando por curiosidad los funerales del desgraciado muchacho, la cual todavía se ve en uno de sus templos: se la conoce con el nombre de la Contemplante.

Al fin, viendo a Pomona fascinada por la historia, Vertumno le mostró su verdadero rostro, resplandeciente de juventud y salud. Pomona no pudo resistirse y aceptó su amor.
La tradición latina común sostiene sin embargo que Pomona habría estado también en compañía de Pico.
|                                  |                                                                     |                                    |
| Pomona (media luna de Versalles) | Vertumno y Pomona, 1760 (Jean-Baptiste Lemoyne el Joven, 1704-1778) | Vertumno (media luna de Versalles) |

## Divinidades itálicas afines
Parece que en otros pueblos cercanos itálicos han sido veneradas divinidades de nombre (y probablemente de funciones) similares a Pomona, pero que son de género masculino más que femenino; entre los umbros, de hecho, se encuentra Pomo o Pomonus, atestiguado en las Tablas de Gubbio, donde se cita el sacrificio de una oveja a Puemune Puprike, es decir, a «Pomono público». Entre los sabinos, a su vez, se encuentra el dios Poemonio, citado en la Piedra de Scoppito.

## Representaciones

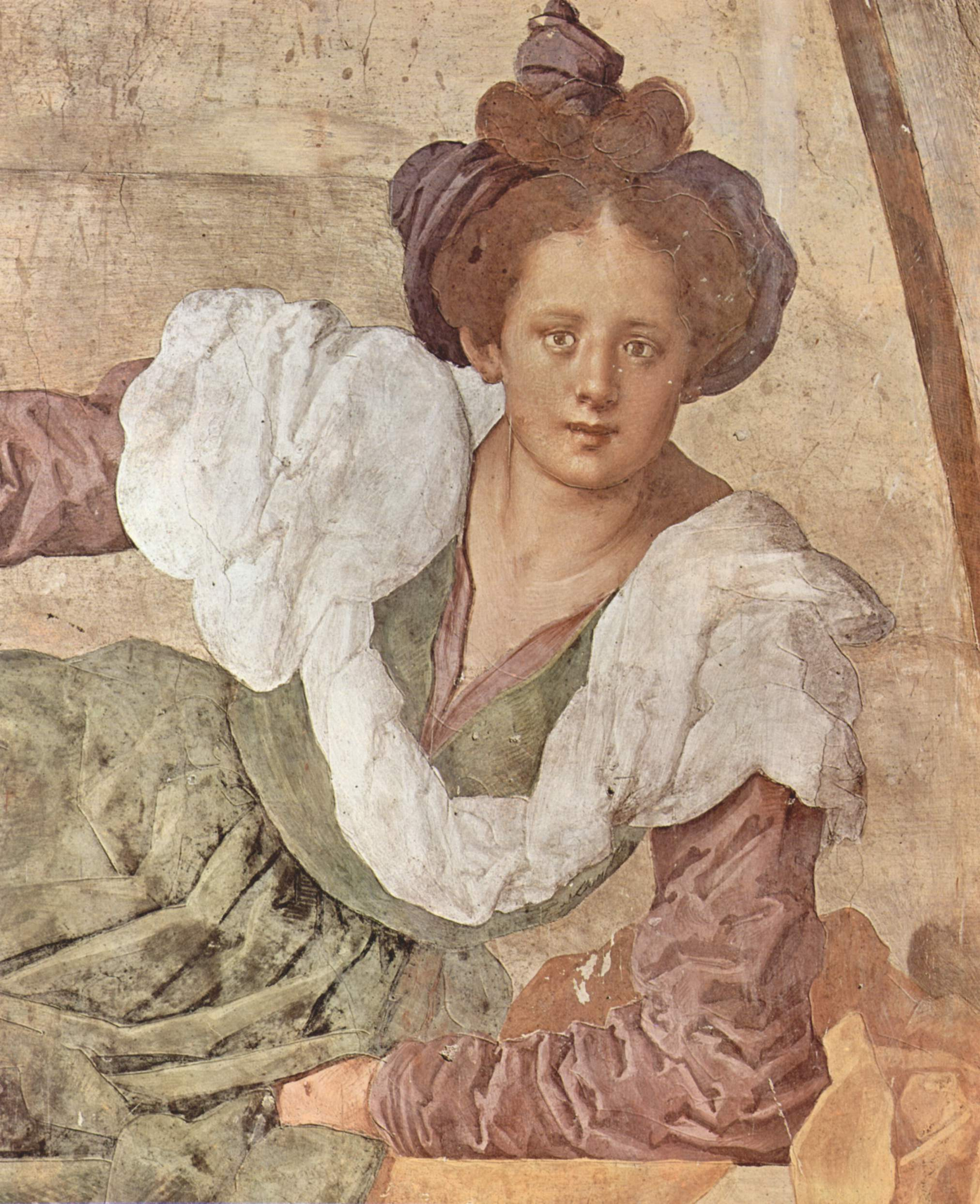
Pomona, Pontormo, en la villa medicea de Poggio a Caiano

Durante el largo periodo del Medioevo, figuras como ésta de la diosa itálica han sido poco estudiadas y representadas. Pomona vuelve a la luz durante el Renacimiento como sujeto de numerosas figuraciones pictóricas y estatuarias. Viene siempre representada como una joven mujer, como en el caso de la estatua de los Uffizi descrita por Vasari; a veces coronada de rosas, siempre tiene un plato de frutas, o en algunos casos una cornucopia.
La historia de Vertumno y Pomona fue muy utilizada en la pintura europea entre los siglos XVI y XVIII: la figura de la diosa en su propio jardín en compañía de Vertumno disfrazado de anciana se convierte pronto en representación de género y aparece, por ejemplo, en la obra de Hendrick Goltzius (1613), Jan Tengnagel (1617), Paulus Moreelse (1630), David Teniers el Viejo (1638), Emanuel de Witte (1644), Ferdinand Bol (1648), Nicolaes Berchem (1650), Cesar van Everdingen (1650 ca.), Gerbrand van den Eeckhout (1669), Adriaen van de Velde (1670), Nicolaes Maes (1673) y Caspar Netscher (1681).
También se representa entre otros en los frescos de Pontormo en la villa medicea de Poggio a Caiano (1521) y de Luca Giordano en el Palazzo Medici-Riccardi de Florencia (1683).
La gran atención a la figura de Pomona es propia sobre todo del arte neoclásico (si vemos obras de artistas como Antoine Watteau, François Lemoyne y su más notable alumno François Boucher). En el siglo XIX, estatuas y decoraciones de edificios la muestran. Sin embargo la obra más notable que la retrata es probablemente la escultura en mármol de Auguste Rodin.
Una estatua de Pomona desnuda está en la fuente del pequeño parque ante el Hotel Plaza de Nueva York.
|                                                |                                              |                                  |
| Vertumno y Pomona (Francesco Melzi, 1518-1522) | Vertumno y Pomona (Luca Giordano, 1682-1683) | Pomona (Nicolas Fouché, c. 1700) |

### Representaciones musicales
El mito de Pomona fue el origen de una ópera del compositor francés Robert Cambert en colaboración con el poeta Pierre Perrin, Pomone, estrenada en 1671. El compositor inglés Constant Lambert también compuso un ballet con este argumento en 1928, llamado sencillamente Pomona.